# Alessandro Gori
Alessandro Gori, anche conosciuto con lo pseudonimo Lo Sgargabonzi (Arezzo, 14 giugno 1978), è uno scrittore, poeta e comico italiano.

## Biografia
Nato ad Arezzo, dal 1998 al 2002 scrive su varie riviste di videogiochi, tra cui Zeta, Next Station, Next Action, Pc Fun e per le webzine G.O.L. e Nextgame.
Laureato in psicologia con una tesi sulla dipendenza da Internet, nel 2005 apre il blog Lo Sgargabonzi (nome di una carta del Mercante in fiera di Benito Jacovitti) che si fa notare tra gli appassionati di comicità al punto che, dal 2013, Gori inizierà a esibirsi dal vivo con Lo Sgargabonzi Live!, uno spettacolo dove propone e interpreta i racconti tratti dal blog.
Dal 2013 al 2015, Gori pubblica tre libri con l'editore aretino Fuorionda: Le avventure di Gunther Brodolini, Bolbo, Il problema purtroppo del precariato. Dal 2016 al 2019 scrive articoli satirici e fumetti per Linus e per il portale Pixarthinking.
Nel 2018, ancora con lo pseudonimo Lo Sgargabonzi, Gori pubblica con minimum fax il libro Jocelyn uccide ancora, una raccolta di racconti umoristici e irriverenti. Nello stesso anno è ospite della prima puntata del podcast Tintoria.
Nel 2019 è ospite ricorrente del programma televisivo Battute?. Dal 2020 al 2022 è autore e attore del programma Una pezza di Lundini.
Nel 2020 inizia a collaborare con la rivista Rolling Stone: nella rubrica settimanale Conglomerandocene confluiscono racconti, interviste, confessioni e le passioni dell'autore, come i giochi da tavolo, di cui è un collezionista e appassionato, o i fumetti Bonelli.
Sarà proprio uno storico nome di Bonelli - Carlo Ambrosini, sceneggiatore di Dylan Dog e autore delle miniserie Napoleone e Jan Dix - a illustrare la copertina del quinto libro di Gori: Confessioni di una coppia scambista al figlio morente, che esce nel 2022 per Rizzoli Lizard, un libro di racconti che si inserisce nel solco di critica alla contemporaneità tracciato dal precedente. Gori riceve il Premio Satira Politica Forte dei Marmi per il miglior libro e per lo spettacolo teatrale, che ripropone dal vivo i racconti della raccolta.
Nel 2023 Gori pubblica Canzoniere dei parchi acquatici, una raccolta di composizioni poetiche accompagnate dalle illustrazioni del fumettista Paolo Bacilieri.
Nel gennaio 2024 partecipa al suo primo TEDx e nel giugno pubblica per Rizzoli Lizard il suo settimo libro, l'antologia di racconti satirici Gruppo di leprecauni in un interno.
Nel 2025 è Presidente di giuria a Lucca Comics & Games per il concorso Gioco Inedito.

## Controversie
Nel 2014, Gori viene denunciato per diffamazione a mezzo stampa da parte di Piera Maggio, madre di Denise Pipitone, per via di alcune frasi ritenute offensive pubblicate da Gori sul suo profilo Facebook. Dopo un'archiviazione e un successivo ricorso, lo scrittore viene rimandato a processo.
Il 22 dicembre 2021, Gori viene assolto in quanto le sue affermazioni «non costituiscono diffamazione, ma rientrano nella sfera della satira».

## Opere
- Le avventure di Gunther Brodolini, Arezzo, Fuorionda, 2013, ISBN 978-88-97426-48-6.
- Alessandro Gori e Gianluca Cincinelli, Bolbo, Arezzo, Fuorionda, 2014, ISBN 9788897426608.
- Alessandro Gori e Gianluca Cincinelli, Il problema purtroppo del precariato, Arezzo, Fuorionda, 2015, ISBN 9788897426776.
- Jocelyn uccide ancora, Roma, minimum fax, 2018, ISBN 978-88-7521-975-8.
- Confessioni di una coppia scambista al figlio morente, Milano, Rizzoli Lizard, 2022, ISBN 978-88-17-16090-2.
- Canzoniere dei parchi acquatici, Milano, Rizzoli Lizard, 2023, ISBN 978-88-17-18030-6.
- Gruppo di leprecauni in un interno, Milano, Rizzoli Lizard, 2024, ISBN 978-8817189002.

### Racconti
- Viaggiare in Aragoste, champagne, picnic e altre cose sopravvalutate, Einaudi, Torino, 2023
- La seconda rivoluzione industriale in Che traccia hai scelto, UTET, Torino, 2023
- Claughio in Tutti i miei premi, Racconti Edizioni, Roma, 2023
- La merenda completa del Dottor Kevorkian in Il satiro scientifico, Mondadori, Milano, 2023

## Musica
- Avincola, Letti (2022) - Gori partecipa recitando uno spoken word tratto dal suo libro Confessioni di una coppia scambista al figlio morente

## Critica
Claudio Giunta, Lo Sgargabonzi è il migliore scrittore comico italiano, in Internazionale, 28 maggio 2016
Alessandro Lolli, Lo Sgargabonzi: «Il mio libro spiegato ad un'anziana prozia», in Esquire, 12 settembre 2018
Matteo Contigliozzi, Jocelyn uccide ancora dello Sgargabonzi, in Il Tascabile, 16 ottobre 2018
Matteo Marchesini, L'esilarante oscenità dello Sgargabonzi, in Il Foglio, 20 ottobre 2019
Arnaldo Greco, Chi è Alessandro Gori, fenomeno in ascesa della stand up comedy , in Il Foglio, 4 marzo 2023
Eugenio Migotto, Lo stile mimetico e l'esorcizzazione della morte nelle opere di Alessandro Gori, Tesi di Laurea in Lettere all'Università degli Studi di Padova, 18 dicembre 2023
Andrea Capodimonte, Quanto di morte a noi circonda, in Argo, 25 giugno 2024